# 鈴鹿野風呂
鈴鹿 野風呂（すずか のぶろ、1887年（明治20年）4月5日 - 1971年（昭和46年）3月10日）は、日本の俳人。本名・登。
京都生まれ。鹿児島の第七高等学校造士館 (旧制)を経て、1916年京都帝国大学文学部国文科卒。高濱虚子に師事、「ホトトギス」同人。大学卒業後、鹿児島の川内中学校（現・鹿児島県立川内高等学校）教諭となる。1920年京都に戻り、大日本武徳会武道専門学校 (旧制)の教授となる（戦後、同校最後の校長に就任）。「京大三高俳句会」を母体として日野草城らとともに「京鹿子」創刊。同誌はのちに野風呂が主宰となり、関西におけるホトトギス派の中軸となっていった。俳諧活動の傍ら学校でも教鞭をとり、戦後は大阪成蹊女子短期大学教授を務める。1968年京都市文化功労者。句集に『野風呂句集』『浜木綿』 『俳諧大矢数』ほか多数。1971年に83歳で死去した。「京鹿子」は次男の丸山海道が後を継いだ。
生前は嵯峨一万句を志していたとされるほど嵯峨を愛したほか、京都のみならず全国各地を吟行して多くの句を残した。洛東の法然院以来、建てられた句碑の数は京都の社寺だけでも40を数える。
生家の鈴鹿家は大正時代から昭和にかけて三高・武専・京大の学生らが出入りして俳句道場と化し、また「京鹿子」発行所でもあったが、1997年（平成9年）からは京鹿子社により野風呂記念館（京都市左京区吉田中大路町）として運用されている。